# Амик

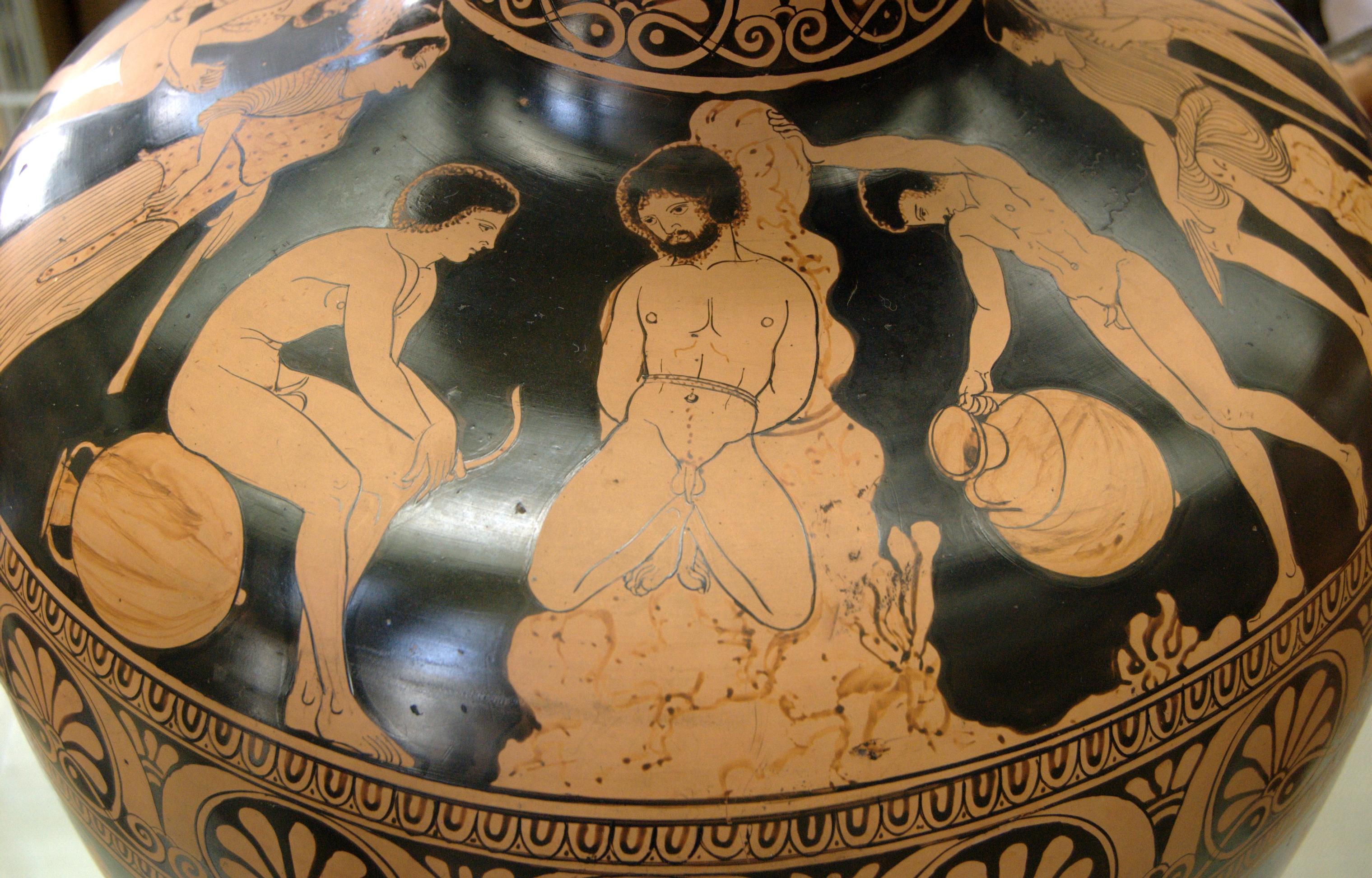
Наказание Амика. Именная гидрия Вазописца Амика из Лукании, IV век до н. э.. Музейный отдел Национальной библиотеки Франции

Амик (др.-греч. Ἄμῠκος) — в древнегреческой мифологии сын Посейдона и вифинской нимфы Мелии. Царь бебриков, отличавшийся огромной физической силой. Первым придумал обвивать руки в боях ремнями. Убил брата Лика (мариандина).
Когда аргонавты приплыли в его землю, он вызвал их на поединок. В кулачном бою его сразил Полидевк ударом по уху, что раздробил ему череп (либо Амик был побежден, но не убит). Согласно Птолемею Гефестиону, на его могиле вырос «розовый лавр» (олеандр, др.-греч. ῥοδοδάφνη), плоды которого внушали съевшим их страсть к кулачному бою.
Действующее лицо сатировской драмы Софокла «Амик» (фр.111-112 Радт), дорической комедии Эпихарма «Амик» и диалога в XXII идиллии Феокрита.
Согласно «Энеиде», его звал своим предком кулачный боец Бутес, побежденный Даретом в играх над могилой Гектора.